# Dicamptodontidae
Dicamptodontidae é uma família de anfíbios pertencente à ordem Caudata. Ocorre no oeste da América do Norte, estendendo-se do sudoeste da Columbia Britânica (Canadá) ao condado de Santa Cruz (Califórnia) e ao norte de Idaho. É constituída de um único gênero, o Dicamptodon.
Esta família é constituida por salamandras de grande dimensão, podendo medir cerca de 30 cm de comprimento.

## Espécies
- Dicamptodon aterrimus (Cope, 1868)
- Dicamptodon copei Nussbaum, 1970
- Dicamptodon ensatus (Eschscholtz, 1833)
- Dicamptodon tenebrosus (Baird e Girard, 1852)